# Carlo Ferrini
Carlo Ferrini (...) è un compositore italiano.
Inizia negli anni cinquanta a scrivere successi per Secondo Casadei, fra cui Baciarti così. Dopo un'intensa attività concertistica come pianista, scrive la grande maggioranza dei successi di Castellina (Primo amore, Il treno dei sogni, Verde prateria, Amore vero, Luna messicana, La famiglia di una volta).